# El Nuevo Marruecos

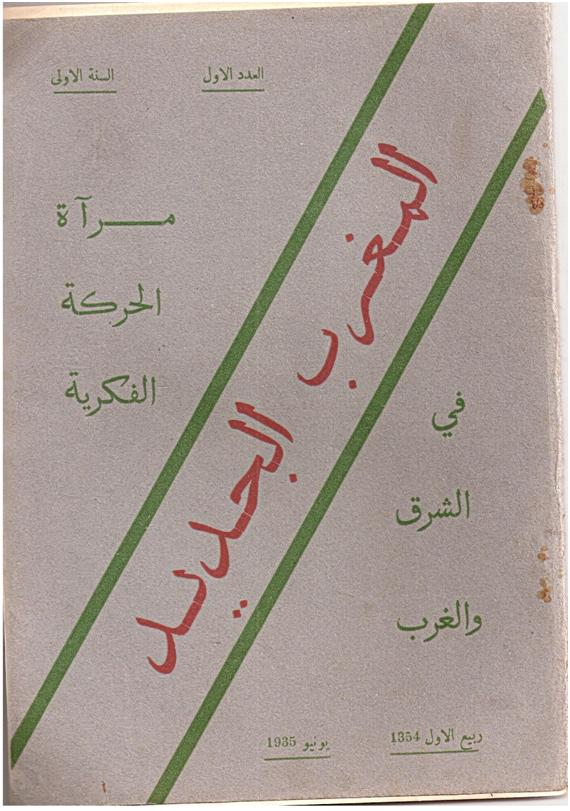
Portada del primer número de la revista, de 1935.

El Nuevo Marruecos, al-magreb al-yadid (en árabe, المغرب الجديد) es una revista miscelánea marroquí cuyo primer número apareció en junio de 1935. El antecedente de esta revista fue As-salam, dirigida Muhammad Nuh.

## Revista
El primer director de la revista fue Mohamad Al-‘Arabi Ben Yelun. La revista es publicada en Tetuán, dentro del Protectorado español, que está siendo un importante foco intelectual. La zona española proporcionó los nacionalistas un espacio para desarrollar su actividad durante los últimos años de la década de 1930.
El formato es el siguiente: 24 cm x 17 cm. Tiene dos portadas; una en árabe “المغرب الجديد” y otra en español, bajo el título de “El Nuevo Marruecos”.
Mekki Nasiri, fundador del periódico Wahda al-Magribia , participó en este proyecto de manera anónima, dada su condición de refugiado

## Primer número
La portada en árabe, además del título de la revista, se define como el espejo del movimiento intelectual (مرآة الحركة الفكرية), en Oriente y Occidente (في الشرق و الغرب), en referencia al mundo árabe.
El precio quedó fijado en 12 francos, la versión sencilla, y 25 la versión normal, para la suscripción anual. Para la suscripción de medio año el precio queda establecido en 7 francos, la versión sencilla y 14 francos para la versión normal. Si suscripción se hace desde fuera de Marruecos el precio es de 30 francos para la versión extendida, única que se comercializa.
De este primer número destaca el artículo inaugural de la ceguera a la luz. Cargado de metáforas, analiza la situación actual del país y la sociedad y la aparición de la revista.

## De revista a periódico
Tras el cese de la revista, en total son de 10 números, Mekki Nasiri empieza a publicar el periódico Wahda al-Magribia como órgano de expresión del Partido de la Unidad Marroquí en febrero de 1937